# Secretaría del Medio Ambiente de la Ciudad de México
La Secretaría del Medio Ambiente (Sedema) es una dependencia de la administración pública del Gobierno de la Ciudad de México dependiente del Jefe de Gobierno, que tiene a su cargo la formulación, ejecución y evaluación de la política de la Ciudad de México en materia ambiental y de recursos naturales.

## Funciones
La Secretaría del Medio Ambiente de la Ciudad de México tiene a su cargo, principalmente, la aplicación de la a Ley Ambiental del Distrito Federal y demás legislación en materia ambiental, incluyendo las de carácter federal dentro de su competencia territorial. Además, conforme a Ley Orgánica de la Administración Pública del Distrito Federal, algunas otras de las funciones específicas más importantes de esta secretaría son las siguientes:
- Formular, ejecutar y evaluar el programa de protección al ambiente del Distrito Federal.
- Establecer las políticas a que deba sujetarse la preservación y restauración del equilibrio ecológico, así como la protección del ambiente en el Distrito Federal.
- Emitir los lineamientos de prevención y control de la contaminación ambiental.
- Establecer sistemas de verificación ambiental y monitoreo de contaminantes.
- Regular y fomentar las actividades de minimización, recolección, tratamiento y disposición final de desechos sólidos y tratamiento de aguas residuales.
- Establecer los lineamientos generales y coordinar las acciones en materia de protección, conservación y restauración de los recursos naturales, flora, fauna, agua, aire, suelo, áreas naturales protegidas y zonas de amortiguamiento.
- Promover y fomentar el desarrollo y uso de energías, tecnologías y combustibles alternativos, así como la investigación ambiental.
- Evaluar y, en su caso, autorizar las manifestaciones de impacto ambiental y estudios de riesgo.
- Elaborar los programas y estrategias relacionadas con el equilibrio ecológico y la protección al ambiente.
- Establecer y promover políticas para la educación y participación comunitaria, social y privada, encaminadas a la preservación y restauración de los recursos naturales y la protección al ambiente.
- Realizar actividades de vigilancia y verificación ambiental.
- Administrar, coordinar y supervisar la operación y funcionamiento de los zoológicos del Distrito Federal.

## Estructura orgánica
La estructura orgánica de la Secretaría del Medio Ambiente de la Ciudad de México, se encuentra determinada por el Reglamento Interior de la Administración Pública del Distrito Federal, Encabezada por el Secretario de Medio Ambiente, posee la siguiente estructura:
- Secretaria de Medio Ambiente de la Ciudad de México: Julia Álvarez Icaza Ramírez
  - Dirección General de Zoológicos y Fauna Silvestre:
  - Dirección General del Sistema de Áreas Naturales Protegidas y Áreas de Valor Ambiental:
  - Dirección General de Calidad de la Calidad del Aire:
  - Dirección General de Evaluación de Impacto y Regulación Ambiental:
  - Dirección General de la Comisión de Recursos Naturales y Desarrollo Rural:
  - Dirección General de Administración y de Administración: Raúl Pérez Duran
  - Dirección General de Coordinación de Políticas y Cultura Ambiental

## Secretarios de Medio Ambiente de la Ciudad de México
| Jefe (a) de Gobierno          | Titular                     | Inicio de mandato      | Fin de mandato         |
| ----------------------------- | --------------------------- | ---------------------- | ---------------------- |
| Cuauhtémoc Cárdenas Solórzano | Alejandro Encinas Rodríguez | 5 de diciembre de 1997 | 4 de diciembre de 2000 |
| Rosario Robles Berlanga       | Alejandro Encinas Rodríguez | 5 de diciembre de 1997 | 4 de diciembre de 2000 |
| Andrés Manuel López Obrador   | Claudia Sheinbaum Pardo     | 4 de diciembre de 2000 | 15 de mayo de 2006     |
| Alejandro Encinas Rodríguez   | Claudia Sheinbaum Pardo     | 4 de diciembre de 2000 |                        |
| Eduardo Vega López            | 16 de mayo de 2006          | 4 de diciembre de 2006 |                        |
| Marcelo Ebrard Casaubón       | Martha Delgado Peralta      | 5 de diciembre de 2006 | 4 de diciembre de 2012 |
| Miguel Ángel Mancera Espinosa | Tanya Müller García         | 5 de diciembre de 2012 | 5 de diciembre de 2018 |
| José Ramón Amieva Gálvez      | Tanya Müller García         | 5 de diciembre de 2012 | 5 de diciembre de 2018 |
| Claudia Sheinbaum Pardo       | Marina Robles García        | 5 de diciembre de 2018 | 4 de octubre de 2024   |

## Logros
El cuidado profesional de la fauna silvestre en zoológico es una herramienta eficaz para la conservación de estas especies. Los zoológicos que ofrecen un entorno seguro y saludable para los animales,les permite vivir más tiempo y prosperar a los animales, es este el caso de Xin Xin, una panda gigante que vive en el Zoológico de Chapultepec, Ciudad de México. Xin Xin nació en cautiverio en 1991 y ha superado la expectativa de vida de los pandas en la naturaleza, que es de unos 20 años.
Así mismo, la Sedema ha sido galardonada  con dos premios en el año 2023 en reconocimiento a su trabajo en el Centro de Conservación de la Fauna Silvestre de Chapultepec.